# Villa Cammingehunderi
Villa Cammingehunderi was een Frankisch koningsgoed in Midden-Frisia.
In een schenkingsoorkonde van 8 juli 839 schonk Lodewijk de Vrome (778-840) aan zijn getrouwe Gerulf zekere hem toebehorende goederen genaamd Villa Cammingehunderi, gelegen in Westergo (Groter-Friesland) en andere nabijgelegen landgoederen, in eigendom.

## Context
Vanwege de steun van Gerulf aan Lotharius I, die in 837 samen met Deense troonpretendenten Harald Jr en zijn broer Rorik, in strijd was met zijn vader Lodewijk de Vrome om Walcheren en Dorestad, werd het bezit van Gerulf in beslag genomen door Lodewijk de Vrome, door “betrokkenheid bij opstandigheid en veronachtzaming van bevoegdheden en macht” van Gerulf. In 839 toen Lotharius zich met zijn vader verzoende kreeg Gerulf zijn goederen terug.
Omdat Gerulf de macht had om de in West-Frisa gelegen plaats Walcheren weerstand te kunnen bieden aan de Denen(wat hij dus niet deed) doet vermoeden dat hij in West-Frisia grafelijke bevoegdheden had, eerder dan hij graaf van Midden-Frisia zou zijn geweest.
Er wordt wel geopperd dat Gerulf de vader van, of dezelfde zou zijn als Gerulf, graaf van West-Frisia, de vader van Dirk I en Waldger, en de grondlegger van het Hollandse gravenhuis. Dit lijkt niet aannemelijk omdat de graven van West-Frisia een grotere machtsbasis hadden dan een gewone graaf, zoals Gerulf. Het is aannemelijker dat Gerulf graaf van West-Frisia de positie had te danken aan een markgraaf (of Dux?).

## Ligging
Lang is onduidelijk gebleven wat de locatie van Cammingehunderi moet zijn geweest, en in de 19e en 20e eeuw zijn er diverse pogingen gedaan om de plek te lokaliseren. Met de publicatie in 1974 van een onderzoek van D.J. van der Meer is daar meer duidelijkheid over gekomen. In "Skiednis fan Menameradiel" heeft hij een studie geschreven over de dicht bij elkaar gelegen boerderijen Kamminga en Hundert, in de middeleeuwen behorende tot het dichtbijgelegen Klooster Anjum ten noordoosten van Franeker, maar nog net gelegen in Menaldumadeel. Nog exacter, Cammingehunderi lag bij Berlikum

## Etymologie
Camminge zou kunnen afkomen van een persoonsnaam Campe; -inge of -inga betekent in dat geval dan "het volk van". De Friese naam Campe of Kempe is een van oorsprong Germaanse naam en betekent "kamp, strijd", mogelijk een oude Friese rechtsnaam voor een wettelijke kampvechter. In Latijnse context is Huderi, honderdschap: verband van verschillende bij elkaar liggende dorpen, of in het geval van Friesland in die tijden misschien: verband van bij elkaar liggende terpen.